# 第10回関西府県連合共進会

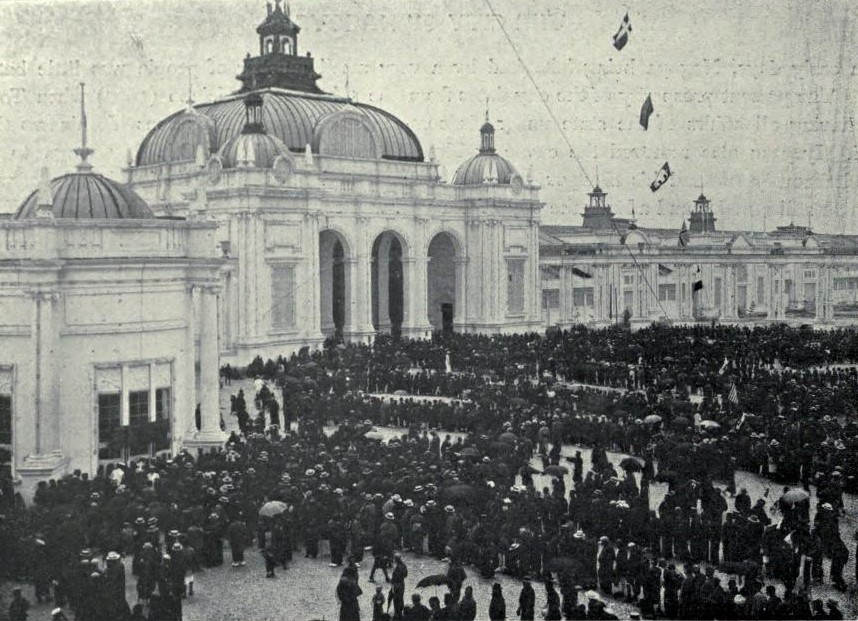
鶴舞公園 関西府県連合共進会の正面入口 1910

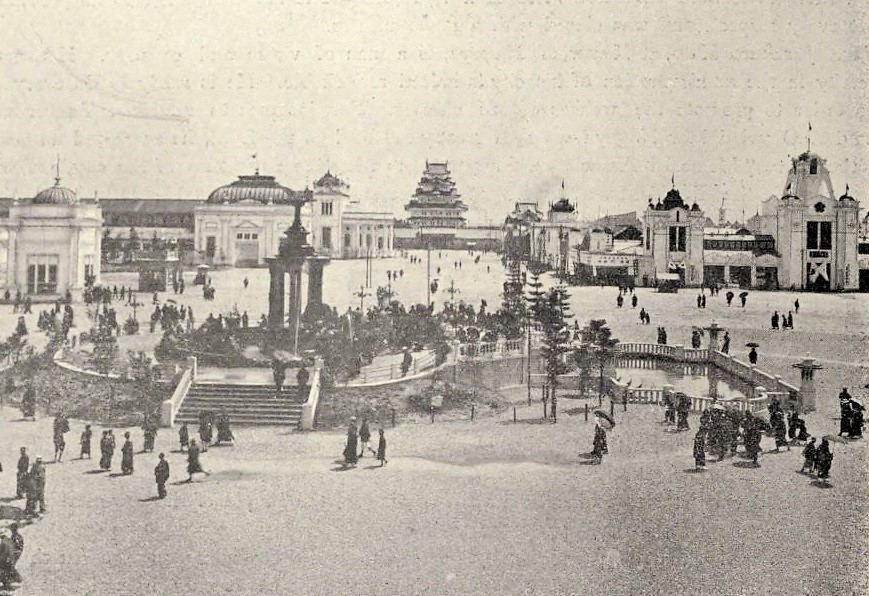
鶴舞公園 関西府県連合共進会の噴水 1910

第10回関西府県連合共進会（だい10かいかんさいふけんれんごうきょうしんかい）は、1910年（明治43年）に愛知県名古屋市において開催された博覧会。

## 概要
1883年（明治16年）以降、西日本の各地で開催された関西府県連合共進会の10回目に当たる。
1910年（明治43年）3月16日から6月13日の90日間の会期が設定され、造成が開始されたばかりの鶴舞公園を会場に開催された。関西府県連合共進会とは銘打っていたものの、参加府県は北海道・東北地方の県を除く3府28県にも及び、果ては台湾（当時は日本統治下）からも出品された。入場者数は263万2,748人と記録されており、これは当時の名古屋市の人口約41万人を軽く超えるものであった。

### 参加府県
参加府県は東京府・京都府・大阪府の3府と神奈川県・兵庫県・新潟県・埼玉県・群馬県・茨城県・栃木県・奈良県・三重県・静岡県・山梨県・滋賀県・岐阜県・長野県・福井県・石川県・富山県・鳥取県・島根県・岡山県・広島県・山口県・和歌山県・徳島県・香川県・愛媛県・高知県・愛知県の28県であった。

### 観覧時間
午前九時から午後四時まで。

## 会場内施設
会場内には機械館・特許館・農産館などの最新技術などを展示するパビリオンのほか、不思議館・天女館・活動写真館といった娯楽要素をもつパビリオンも設置された。さらには、名古屋城を模した愛知県売店などもあった。
また、パビリオンのほか、貴賓館・奏楽堂・噴水塔・鈴菜橋などの建築物や胡蝶ヶ池・鯱ヶ池といったものが配置された。
会期終了に伴い、多くの仮設建物は撤去されたが、奏楽堂・噴水塔・貴賓館などは名古屋市に寄付され、会場となった鶴舞公園に残されることとなった。
- 世界漫遊館

入場料大人12銭、子供6銭。
- 観戦鉄道

入場料大人10銭、子供5銭。日露戦争の旅順・奉天における戦闘を体感できるアトラクション。
- 不思議館

入場料大人10銭、子供6銭。
- 電気館

入場料大人10銭、子供5銭。砦山に設置された。
- 大阪丸御殿

入場料大人5銭、子供3銭。
- 旅順海戦館

入場料特等50銭、並等30銭。キネオラマによる展示。後に作家となる江戸川乱歩が少年時代にこの展示を見学し、大いに影響を受けたとされる。
- 天女館

入場料特等40銭、並等20銭。
- 大鰐館

入場料大人5銭、子供3銭。
- 横田活動写真

入場料大人10銭、子供5銭。横田商会による催し。

## 会場アクセス
共進会開催に伴い、名古屋電気鉄道公園線（新栄の広小路通から鶴舞公園前を経て上前津に至る路線）が開業し、会場へのアクセスを担った。

## 沿革
- 1909年（明治42年）11月19日 - 会場となる鶴舞公園が開園[9]。
- 1910年（明治43年）
  - 2月24日 - 名古屋電気鉄道公園線が開業[9]。
  - 3月14日 - 桂太郎揮毫による扁額を設置[10]。
  - 3月16日 - 開幕[1]。
  - 6月13日 - 閉幕[1]。